# 博伊區

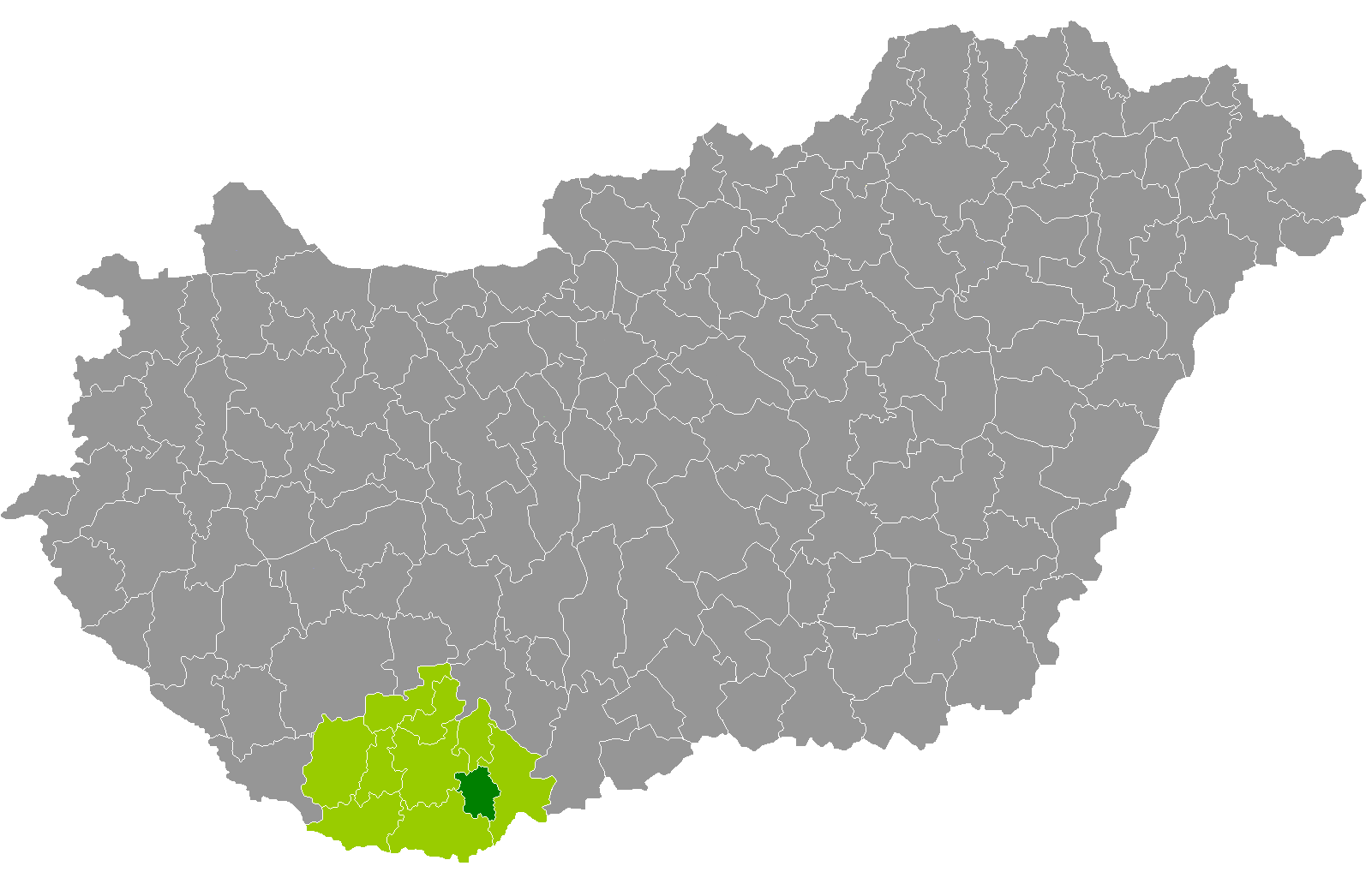

博伊區（匈牙利語：Bólyi járás），是匈牙利巴蘭尼亞州的一個區，位於該國西南部，首府設於博伊，面積220平方公里，2011年人口11,956，人口密度每平方公里54人。